# أرملة

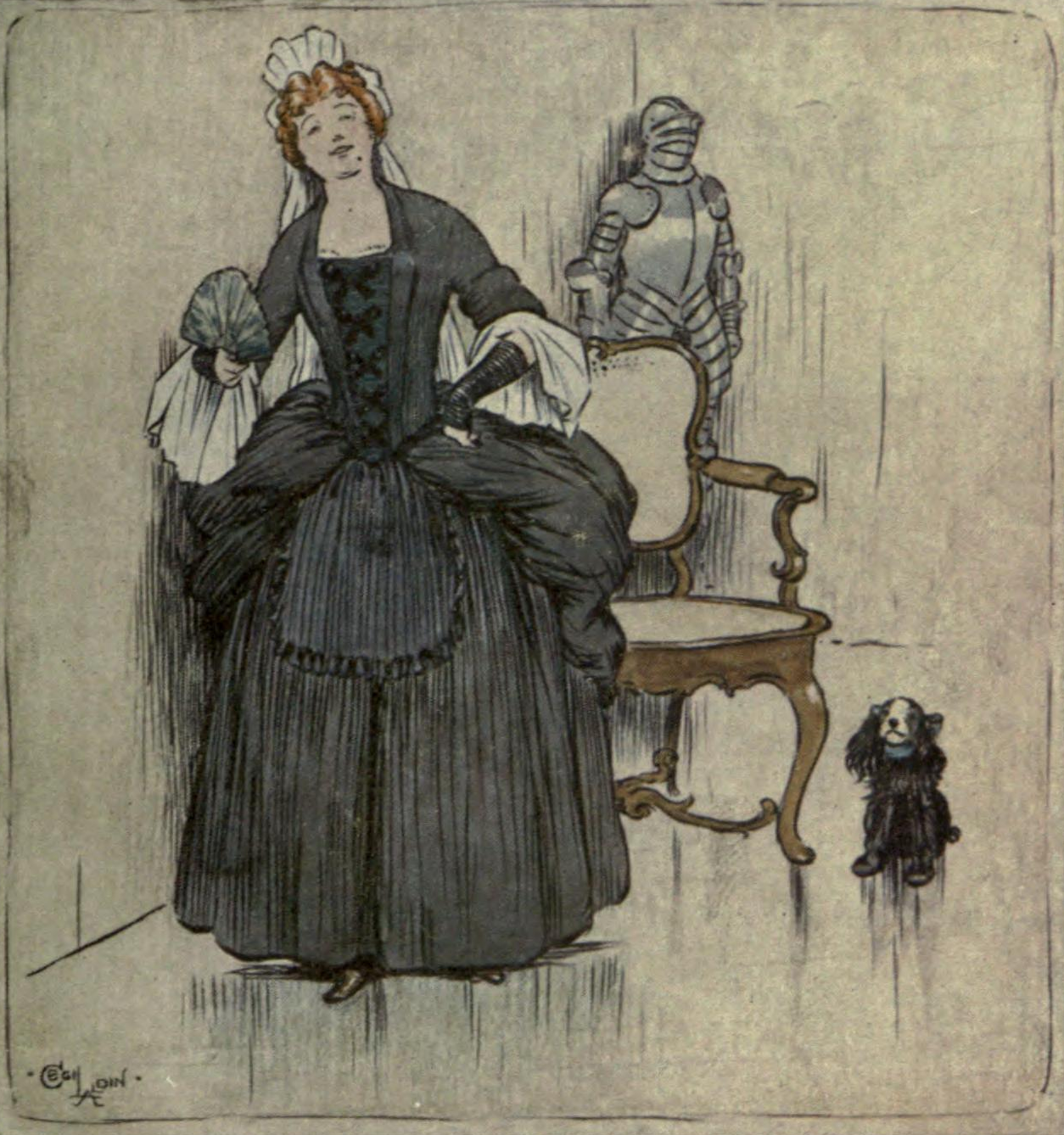
أرملة في 1909م

الأرملة بالانجليزية (widow) هي إمرأة توفي زوجها

## في الإسلام

### العدة
إذا توفي زوج المرأة غير الحامل وجب عليها أن تعتد أربعة أشهر وعشرا ما يساوي مائة وثلاثين يوما يبتدأ الحساب من يوم وفاة الزوج فإذا بلغ نفس الوقت من اليوم التالي احتسب يوما كاملا وهكذا إلى أن تتم العدة وقد نص الله تعالى على هذه العدة بقوله: (وَالَّذِينَ يُتَوَفَّوْنَ مِنْكُمْ وَيَذَرُونَ أَزْوَاجاً يَتَرَبَّصْنَ بِأَنْفُسِهِنَّ أَرْبَعَةَ أَشْهُرٍ وَعَشْراً فَإِذَا بَلَغْنَ أَجَلَهُنَّ فَلا جُنَاحَ عَلَيْكُمْ فِيمَا فَعَلْنَ فِي أَنْفُسِهِنَّ بِالْمَعْرُوفِ وَاللَّهُ بِمَا تَعْمَلُونَ خَبِيرٌ).
وسواء كانت المرأة صغيرة أو كبيرة مدخولا بها أم غير مدخول بلغت سن اليأس أم لا فعدة المتوفى عنها زوجها انقضاء المدة لا مدخل للحيض فيها تستوي فيها جميع النساء على حسب اختلاف أحوالهن.

### قول أهل العلم
وقد ذكر أهل العلم بالتفسير كقتادة وسعيد بن المسيب وأبي العالية أن الحكمة من جعل هذه المدة استبراء للرحم والتأكد والتوثق من وجود الحمل من عدمه لأن هذه المدة هي التي ينفخ فيها الروح وتحصل حركة الجنين. والله أعلم بالمراد.
أما المرأة الحامل فعدتها تنتهي بوضعها الحمل ولو بعد ساعة فمتى ما ولدت خرجت من العدة التي أمرت بها. قال تعالى: (وَأُولَاتُ الْأَحْمَالِ أَجَلُهُنَّ أَنْ يَضَعْنَ حَمْلَهُنَّ). والحمل المعتبر هو أن تضع ما تصور فيه خلق إنسان صورة ظاهرة أو خفية أما إذا وضعت علقة أو مضغة لم يتصور فيها خلق إنسان فلا تنقضي العدة به.
ويجب على المعتدة أن تحد في هذا الفترة وفاء للزوج ومراعاة لحقه العظيم بترك الزينة واجتناب كل ما يدعو إلى نكاحها من الطيب والكحل والخضاب وثياب الزينة والحلي. ويجب عليها لزوم بيتها الذي كانت تقيم به مع زوجها وعدم الخروج منه إلا لحاجة نهارا كشراء ودواء واستيفاء حق ونحوه. ويباح لها الانتقال إلى بيت آخر إذا تعطل أو أخرجها المالك أو خافت عدوا أو شعرت بالوحدة والوحشة وليس عندها أنيس.

### ما يباح لها
ويباح لها ما سوى ذلك من الامتشاط ولبس نفيث الثياب إذا لم تكن للزينة ومخاطبة الرجال عند الحاجة ومصافحة المحارم والرد على الهاتف والصعود للسطح والتعرض للقمر وغير ذلك مما اشتهر عند العامة منعه وهي من الخرافات التي ليس له أصل في الشرع.